# Yuriy Agarkov
Yuriy Agarkov, né le 8 janvier 1987 à Kreminna, est un coureur cycliste ukrainien.

## Palmarès et résultats

### Palmarès sur route
- 2008
  -  Champion d'Ukraine du contre-la-montre espoirs
  - 3e étape du Triptyque des Monts et Châteaux
- 2009
  - 2e de la Côte picarde
- 2010
  - 4eb étape du Tour de Szeklerland
- 2011
  - Grand Prix de Donetsk
- 2013
  - 3e de la Mayor Cup
- 2014
  - 3e du Grand Prix Udmurtskaya Pravda

### Classements mondiaux
| Année           | 2008 | 2009 | 2010 | 2011 | 2012   | 2013 | 2014 |
| --------------- | ---- | ---- | ---- | ---- | ------ | ---- | ---- |
| UCI Europe Tour | 686e | 382e | 920e | 355e | 1 114e | 586e | 458e |

### Palmarès sur piste
- 2014
  - 2e du championnat d'Ukraine de poursuite par équipes
  - 3e du championnat d'Ukraine de course aux points
- 2015
  - 2e du championnat d'Ukraine de poursuite par équipes
- 2016
  -  Champion d'Ukraine de poursuite par équipes (avec Dmytro Ponomarenko, Volodymyr Kogut et Volodymyr Fredyuk)